# Federação Académica de Lisboa
Fundada em 2014, a Federação Académica de Lisboa conta, hoje, com 36 associações de estudantes federadas e representa mais de 100.000 estudantes da Área Metropolitana de Lisboa.

## História
A Federação Académica de Lisboa, fundada a 20 de Novembro de 2014, é composta por várias Associações de Estudantes do Ensino Superior Universitário e Politécnico, representando indiretamente mais de 110.000 estudantes de diversas instituições da Área Metropolitana de Lisboa.
Com sede na cidade de Lisboa, a FAL assumiu-se desde o primeiro dia como uma estrutura política, cultural e desportiva, representativa da maior academia do país – ramificada em quatro concelhos, nomeadamente Lisboa, Almada, Oeiras e Loures.
A concertação entre as várias Associações de Estudantes, sem nunca prejudicar a autonomia de cada uma delas, foi assumida desde a sua fundação como uma prioridade absoluta, particularmente no contexto económico e social conturbado em que a estrutura surgiu. Através do contacto privilegiado com as diferentes Associações de Estudantes, a Federação Académica de Lisboa trabalha em prol da melhoria constante do Ensino Superior nas suas várias vertentes, bem como da construção de uma sociedade mais interessada e informada que permita aos jovens decidir o seu futuro com sucesso e determinação. 
A sede da FAL situa-se atualmente na Cidade Universitária. Embora jovem, a Federação Académica de Lisboa assume diariamente o compromisso de dinamizar a vida académica, salvaguardar os interesses dos estudantes e promover atividades culturais e desportivas, sendo, neste momento, o maior órgão representativo dos Estudantes de Lisboa a nível nacional.

## Objetivos
O objetivo da FAL consiste na representação das associações estudantis da Grande Lisboa em matéria política, cultural e recreativa, entre outros, em função dos interesses que estas maioritariamente definam como seus. A Federação conta com 5 áreas de intervenção, que não esgotam o seu âmbito de ação. São estas áreas:
- Política Educativa, Ciência e Tecnologia
- Comunicação e Imagem
- Cultura e Recreação
- Desporto
- Responsabilidade e Empreendedorismo Social

A Moção Global é o documento estruturante na definição de políticas públicas do Ensino Superior pelo qual a FAL se rege. Este documento pretende ter duas visões, ambas essenciais para a Academia de Lisboa: por um lado, espelhar aquele que é o panorama do Ensino Superior português e, por outro, analisá-lo, de forma crítica, propondo alterações e soluções para os desafios e problemas encontrados.
A Federação dedica os seus esforços em prol dos Estudantes de Lisboa e de Portugal. A sua presença é contínua e ativa na promoção de discussões e consciencialização sobre questões relacionadas com o Ensino Superior. A FAL participa ativamente em diversas reuniões locais e nacionais, destacando-se a sua representação no Encontro Nacional de Direções Associativas, onde contribui para a formulação de políticas e tomadas de posição relevantes para a comunidade estudantil portuguesa.
A Federação é ainda responsável pela organização de diversas atividades de cariz cultural, recreativo, social, desportivo e político, tais como o Festival Académico de Lisboa, a Revista Academia, a Academia Consciente, o Programa Horizonte, etc.

## Órgãos Sociais

### Assembleia Geral
A Assembleia Geral é o órgão máximo da FAL, sendo constituída pelos Associados e Membros que nela se farão representar por elementos por si designados e devidamente credenciados.

### Mesa da Assembleia Geral
Compete à Mesa da Assembleia Geral dirigir e moderar a Assembleia Geral.

### Direção-Geral
A Direção-Geral é composta por um número variável e ímpar de elementos, com um número mínimo de onze e número máximo de quinze, dos quais um Presidente, Vice-Presidentes, um Administrador e Vogais. O Presidente da Direção-Geral da FAL é o elemento coordenador da Federação, competindo-lhe a representação da mesma perante terceiros, bem como a responsabilidade de coordenar a gestão e estratégia da Federação Académica de Lisboa.

### Conselho Fiscal e Disciplinar
O Conselho Fiscal e Disciplinar é o órgão fiscalizador e disciplinar da FAL, tendo por propósito a verificação do cumprimento dos Estatutos e demais regulamentos pelos Associados e Membros e órgãos sociais da FAL.

## Colégios
A FAL, na qualidade de estrutura representativa das Associações Académicas e de Estudantes nela federadas, reconhece a necessidade de representar os seus Associados perante as Instituições de Ensino Superior, nas quais estes se inserem, através de colégios. O Colégio da Universidade Católica Portuguesa possui representantes de todos os alunos da Universidade Católica Portuguesa de Lisboa. Já o Colégio da Universidade de Lisboa apenas não possui representantes do Instituto de Ciências Sociais da Universidade de Lisboa, Faculdade de Direito de Lisboa, Faculdade de Letras de Lisboa, Faculdade de Psicologia da Universidade de Lisboa e do Instituto de Educação da Universidade de Lisboa e no Colégio da Universidade Nova de Lisboa apenas não possui representantes da Faculdade de Ciências Sociais e Humanas da Universidade NOVA de Lisboa, mas as AE´s são convidadas para algumas reuniões. Existem seis colégios na FAL, designadamente:
- Colégio do Instituto Politécnico de Lisboa
- Colégio das Instituições Públicas Não Agregadas
- Colégio das Instituições Privadas Não Agregadas
- Colégio da Universidade Católica Portuguesa
- Colégio da Universidade de Lisboa
- Colégio da Universidade NOVA de Lisboa

## Associados e Membros
São 38 as Associações Académicas e de Estudantes do Ensino Superior federadas na FAL.

### AAEEs Federadas
- Associação Académica de Direito da Universidade Católica Portuguesa
- Associação Académica de Medicina Dentária de Lisboa
- Associação Académica da Universidade Lusófona
- Associação Académica do Instituto de Estudos Políticos
- Associação Académica do Instituto Universitário Egas Moniz
- Associação Académica do Instituto Superior de Educação e Ciências de Lisboa
- Associação Académica do Instituto Superior de Tecnologias Avançadas de Lisboa
- Associação Académica da Universidade Aberta
- Associação de Estudantes da Escola de Enfermagem de Lisboa do Instituto de Ciências da Saúde da Universidade Católica Portuguesa
- Associação de Estudantes da Escola Nacional de Saúde Pública
- Associação de Estudantes da Escola Superior de Dança
- Associação de Estudantes da Escola Superior de Educação de Lisboa
- Associação de Estudantes da Escola Superior de Tecnologia da Saúde de Lisboa
- Associação de Estudantes da Escola Superior de Saúde Egas Moniz
- Associação de Estudantes da Faculdade de Arquitetura da Universidade de Lisboa
- Associação de Estudantes da Faculdade de Belas Artes da Universidade de Lisboa
- Associação dos Estudantes da Faculdade de Ciências Humanas da Universidade Católica Portuguesa
- Associação dos Estudantes da Faculdade de Ciências de Lisboa
- Associação dos Estudantes da Faculdade de Ciências e Tecnologia
- Associação dos Estudantes da Faculdade de Farmácia
- Associação dos Estudantes da Faculdade de Motricidade Humana
- Associação de Estudantes da Faculdade de Medicina de Lisboa
- Associação dos Estudantes da Faculdade de Medicina Veterinária
- Associação de Estudantes do Instituto de Artes Visuais, Design e Marketing
- Associação de Estudantes do Instituto de Geografia e Ordenamento do Território
- Associação de Estudantes do Instituto Politécnico da Lusófonia
- Associação de Estudantes do Instituto Superior de Agronomia
- Associação de Estudantes do Instituto Superior de Ciências Sociais e Políticas
- Associação de Estudantes do ISCTE-IUL
- Associação de Estudantes do Instituto Superior de Economia e Gestão
- Associação dos Estudantes do Instituto Superior Técnico
- Associação de Estudantes da Universidade Europeia
- Associação de Estudantes da NOVA Medical School Faculdade de Ciências Médicas
- Católica Lisbon School of Business & Economics Students’ Union
- Católica Medical School Students’ Union
- NOVA Information Management School Students’ Union
- NOVA School of Law Students’ Union

## Presidentes e Administradores
| Mandato               | #  | Presidente                               | #   | Administrador                          |
| --------------------- | -- | ---------------------------------------- | --- | -------------------------------------- |
| Comissão Instauradora |    |                                          |     |                                        |
| 2015                  | 1º | André Pereira (AEISCTE-IUL)              | 1º  | André Jorge (AEISEG-ULisboa)           |
| 2016                  | 1º | André Pereira (AEISCTE-IUL)              | 2º  | Teresa Nóbrega (AEFCM-UNL)             |
| 2017                  | 2º | João Rodrigues (AEISCTE-IUL)             | 3º  | Inês Néri (AEFCM-UNL)                  |
| 2018                  | 2º | João Rodrigues (AEISCTE-IUL)             | 4º  | José Pedro Pais (AEFFUL-ULisboa)       |
| 2019                  | 3ª | Sofia Escária (AEISEG-ULisboa)           | 5º  | Alexandre Passo (AEIST-ULisboa)        |
| 2020                  | 3ª | Sofia Escária (AEISEG-ULisboa)           | 6º  | Leonor Paiva (AEFCT-UNL)               |
| 2021                  | 4º | Francisco Maria Pereira (AEISEG-ULisboa) | 7º  | Ana Carolina Caldeireiro (AEISCTE-IUL) |
| 2022                  | 5º | João Machado (AEISCSP-ULisboa)           | 8º  | Inês Caldeira (AEISCTE)                |
| 2023                  | 6º | Catarina Ruivo (AEFFUL-ULisboa)          | 9º  | Leonardo Pedrosa (AEIST- ULisboa)      |
| Comissão Gestão 2024  |    |                                          |     |                                        |
| 2025                  | 7º | Pedro Neto Monteiro (AEIST-ULisboa)      | 10º | Valeria Moraru (AEFFUL-ULisboa)        |